# Hypericum ericoides
Hypericum legrandii
Espèce
Hypericum ericoides est une espèce de plantes à fleurs de la famille des Hypericaceae endémique de la Tunisie.